# 伊加铁路
伊加铁路，通常称牙林铁路东线，是自内蒙古自治区牙克石市伊图里河站至大兴安岭地区加格达奇区加格达奇站的一条中国国铁铁路，全线归哈尔滨铁路局管辖。

## 概要
伊加铁路从牙林铁路伊图里河站引出，大致沿甘河流向向东经鄂伦春自治旗直至终点加格达奇站，并于加格达奇站与富西铁路连接，全长213公里，于1965年6月通车。

## 相交铁路
- 伊图里河站：牙林铁路
- 加格达奇站：富西铁路

## 相关参考
1. ↑  .   [2012-01-18]. （原始内容存档于2012-12-03）.